# Requiem (film 1982)
Requiem è un film del 1982 diretto da Zoltán Fábri.